# Мінога морська
Мінога морська (Petromyzon marinus) — єдиний вид роду Petromyzon. Веде паразитичний спосіб життя. Вид занесений до
Бернської конвенції та інших природоохоронних документів.

## Опис
Сягає довжини 120 см і ваги 2,3 кг. Тулуб голий, вугреподібний. Рот у формі присмоктувальних дисків з численними роговими зубами. Парні плавці відсутні, два спинних плавці розділені проміжком. З кожного боку голови 7 зябрових отворів. Забарвлення коричнево-сіре.

## Поширення
Європейські прибережні води від Білого моря та Ісландії до Гібралтару. Західне Середземномор'я та Адріатика. Зустрічається на східному узбережжі Північної Америки.

## Спосіб життя

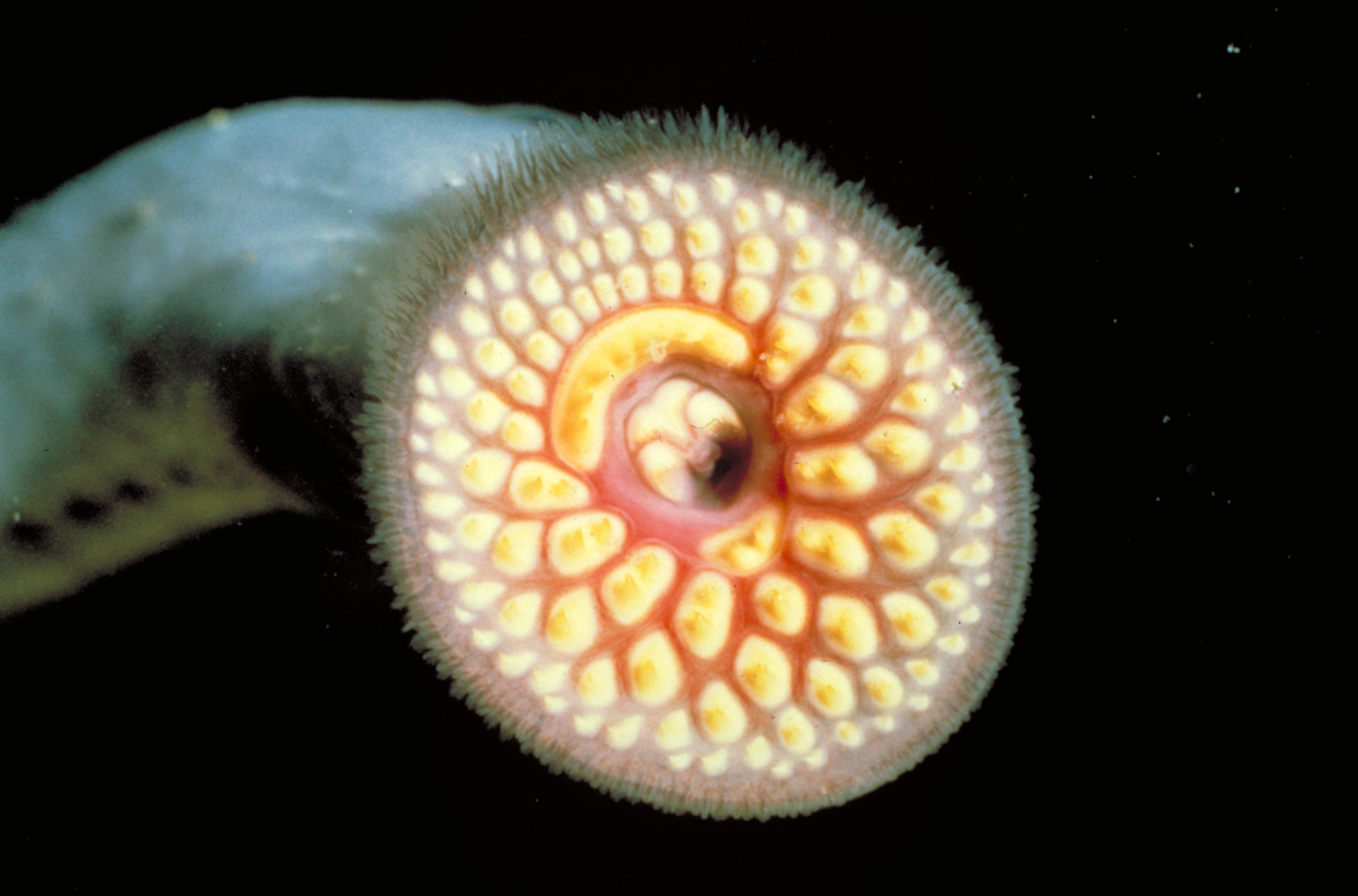
Рот міноги морської (Petromyzon marinus)

У морі присмоктується до риб, перш за все, оселедця, сьомги, скумбрії, форелі, тріски, камбали.
Це моногамна риба. Нереститься в червні-початку липня. Самець будує кубло діаметром близько 50 см і його охороняє. Кубло розташовується на галечниково-піщаному ґрунті на глибині 40-60 см. Після нересту батьки гинуть. Діаметр яєць — 1,1 мм. При 15ºС личинки вилуплюються через 11 днів після нересту, 3-4 дні залишаються у кублі, потім розселяються вниз за течією. Піскорийки (личинки) живуть у ґрунті 5-6 років, метаморфоз починається наприкінці літа — восени, коли вони завдовжки 14-15 см, і триває усю зиму. Після виходу з ґрунту молоді міноги скочуються в море, морський період — близько 3 років.

## Охорона
На більшій частині ареалу стан природних популяцій виду залишається більш-менш стабільним. Саме тому він, згідно Червоного списку МСОП, отримав охоронну категорію «відносно благополучний вид». Але в окремих регіонах спостерігається тенденція до зниження чисельності популяції виду. Тому мінога морська занесена до Бернської конвенції (Додаток III. Види фауни, що підлягають охороні), а також до Директиви Європейського Союзу 92/43/ЄС «Про збереження природних оселищ та видів природної фауни і флори» (Додаток II. Види рослин і тварин, що становлять особливий інтерес для Європейського Союзу, збереження яких потребує створення територій особливої охорони).